# Hà Hậu Hoa
Hà Hậu Hoa (giản thể: 何厚铧; phồn thể: 何厚鏵; bính âm: Hé Hòuhuá, Edmund Ho Hau-wah, sinh ngày 13 tháng 3 năm 1955), là người từng giữ chức trưởng quan hành chính nhiệm kỳ thứ 1 và 2 của Khu hành chính đặc biệt Ma Cao. Từ 13 tháng 3 năm 2010, ông giữ chức phó chủ tịch Chính hiệp Toàn quốc Trung Quốc nhiệm kỳ 11.

## Tiểu sử
Hà Hậu Hoa sinh ra tại Ma Cao, ông đã kết hôn và có một con trai cùng một con gái. Hà Hậu Hoa là con trai của cựu lãnh đạo cộng đồng và doanh nhân Ma Cao Hà Hiền (何賢) và Trần Quỳnh (陳瓊). Hà Hậu Hoa còn có biệt hiệu là "Áo Môn vương". Hà Hiền gia tộc được xem là một trong "tam đại gia tộc Ma Cao".

## Giáo dục
Hà Hậu Hoa từng theo học tại học hiệu vĩnh viện Trung-Anh (nay là Trung học vĩnh viện Trần Thụy Kỳ), hoàn thành giáo dục tiểu học tại đây. Năm 14 tuổi, ông sang Canada tiếp tục học tập, và tốt nghiệp ngành quản trị kinh doanh tại Đại học York ở Toronto vào năm 1978, và đủ điều kiện trở thành một kế toán viên đủ tư cách và kiểm toán viên được chứng nhận vào năm 1981. Sau khi dành vài năm làm việc cho một hãng kiểm toán tại Ấn Độ, ông chuyển đến Hoa Kỳ vào năm 1982.

## Sự nghiệp
Sau khi trở về Ma Cao, ông công tác ở cả Hồng Kông và Ma Cao. Ông từng làm làm những công việc liên quan đến: kế toán, tài chính, giao thông vận chuyển, phát triển bất động sản, sự nghiệp công cộng và các lĩnh vực khác. Ông từng là Giám đốc quản lý, rồi Tổng Giám đốc của Ngân hàng Đại Phong (Banco Tai Fung), Chủ tịch Công ty Vận tải đô thị Ma Cao, Phó Chủ tịch Công ty Vận tải Hàng không quốc tế Ma Cao, Phó Chủ tịch Hội đồng quản trị Công ty Hàng không Ma Cao, Phó Chủ tịch Công ty Viễn thông Ma Cao.
Năm 1986, ông bắt đầu tham gia vào hoạt động chính trị, trở thành thành viên của Hội nghị Hiệp thương Chính trị Nhân dân Trung Quốc. Hai năm sau, ông đắc cử làm đại biểu Đại hội đại biểu Nhân dân toàn quốc. Ông là Ủy viên Ủy ban thường vụ Đại hội Đại biểu Nhân dân toàn quốc khóa 8, 9. Đến năm 1988, ông cũng tham gia vào nền chính trị Ma Cao và trở thành Phó chủ tịch Hội Lập pháp trong 11 năm liên tiếp từ 1988 đến 1999.
Hà Hậu Hoa cũng tham gia công việc xây dựng cơ chế pháp lý trong việc Ma Cao trở về Trung Quốc kể từ khi Tuyên bố chung Trung Bồ có hiệu lực. Năm 1988, ông được bổ nhiệm làm Phó chủ tịch Ủy ban Dự thảo Luật Cơ bản Khu hành chính đặc biệt Ma Cao của Cộng hòa Nhân dân Trung Hoa. Năm sau, ông trở thành phó Chủ tịch của Ủy ban Tư vấn Luật Cơ bản Khu hành chính đặc biệt Ma Cao. Năm 1998, ông trở thành phó Chủ tịch Ủy ban trù bị Khu hành chính đặc biệt Ma Cao của Cộng hòa Nhân dân Trung Hoa.
Trong cuộc tuyển cử trưởng quan hành chính Khu hành chính đặc biệt Ma Cao ngày 15 tháng 5 năm 1999, Hà Hậu Hoa đã đánh bại chủ tịch Tập đoàn Tài chính Hối Nghiệp Khu Tông Kiệt (區宗傑). Ông trở thành trưởng quan hành chính được bổ nhiệm vào ngày 20 tháng 5 cùng năm theo lệnh của Thủ tướng Quốc vụ viện Chu Dung Cơ, và chính thức tuyên thệ nhậm chức trưởng quan hành chính trong một lễ kỉ niệm đặc biệt được tổ chức tại Ma Cao vào ngày 20 tháng 12 năm 1999. Sau nhiệm kỳ đầu tiên (1999-2004), ông lại tái đắc cử chức vụ trưởng quan hành chính nhiệm kỳ 2004-2009 trong một cuộc bầu cử không có đối thủ.
Ông được phân phối một văn phòng tại đường Bào Công Mã (Estrada D. João de Paulino). Ngày 13 tháng 3 năm 2010, trong hội nghị toàn thể lần thứ ba của Hội nghị Hiệp thương Chính trị Nhân dân Trung Quốc khóa 11 tại Bắc Kinh, với 2057 phiếu bầu, ông đã trở thành phó Chủ tịch Chính hiệp toàn quốc, trở thành một lãnh đạo cấp quốc gia.